# Pchu-tchien
Pchu-tchien (čínsky pchin-jinem Pútián, znaky 莆田) je městská prefektura v Čínské lidové republice. Leží v provincii Fu-ťien, má rozlohu necelých čtyř tisíc čtverečních kilometrů a v roce 2020 v ní žilo 3,2 milionu obyvatel, především Chanů.

## Poloha
Pchu-tchien hraničí na severu s Fu-čou, na jihozápadě s Čchüan-čou a na východě s Tchajwanským průlivem. Nedaleko Pchu-tchienu leží ostrov Mej-čou.

## Administrativní členění
Městská prefektura Pchu-tchien se člení na pět celků okresní úrovně, a sice čtyři městské obvody a jeden okres. Správa prefektury sídlí v městském obvodu Čcheng-siang.
| Čcheng-siang Chan-ťiang Li-čcheng Siou-jü okres · Sien-jou Ostrovy Wu-čchiou kontroluje Tchaj-wan |        |                       |                       |                    |                                  |
| Název                                                                                             | Název  | Počet obyvatel (2010) | Počet obyvatel (2020) | Rozloha km² (2020) | Hustota zalidnění (obyv. na km²) |
| český přepis                                                                                      | znaky  | Počet obyvatel (2010) | Počet obyvatel (2020) | Rozloha km² (2020) | Hustota zalidnění (obyv. na km²) |
| Městské obvody                                                                                    |        |                       |                       |                    |                                  |
| Čcheng-siang                                                                                      | 城厢区 | 413 853               | 547 422               | 484                | 1 132                            |
| Chan-ťiang                                                                                        | 涵江区 | 470 097               | 479 605               | 754                | 636                              |
| Li-čcheng                                                                                         | 荔城区 | 499 110               | 673 935               | 279                | 2 416                            |
| Siou-jü                                                                                           | 秀屿区 | 570 741               | 604 684               | 561                | 1 077                            |
| Okres                                                                                             |        |                       |                       |                    |                                  |
| Sien-jou                                                                                          | 仙游县 | 824 707               | 905 068               | 1 839              | 492                              |
|                                                                                                   |        |                       |                       |                    |                                  |
| Celkem                                                                                            | Celkem | 2 778 508             | 3 210 714             | 3 917              | 820                              |

## Partnerská města
- Batesville, Arkansas, USA
- Cumberland, Spojené království
- Sibu, Malajsie